# Elecciones municipales de 2023 en Badalona
Las elecciones municipales de 2023 se celebraron en Badalona el domingo 28 de mayo, de acuerdo con el Real Decreto de convocatoria de elecciones locales en España dispuesto el 3 de abril de 2023 y publicado en el Boletín Oficial del Estado el día 4 de abril. Se eligieron los 27 concejales del pleno del Ayuntamiento de Badalona, a través de un sistema proporcional (método d'Hondt), con listas cerradas y un umbral electoral del 5%.

## Candidaturas
En total cuatro partidos políticos o coaliciones presentaron listas electorales en estos comicios:
| Candidatura | Candidatura                                                              | Integrantes                                                                        | Cabeza de lista                      |
| ----------- | ------------------------------------------------------------------------ | ---------------------------------------------------------------------------------- | ------------------------------------ |
|             | Partido Popular Catalán (PP)                                             | Lista Partido Popular (PP)                                                         | Xavier García Albiol                 |
|             | Guanyem Badalona en Comú - Municipalistes de Catalunya (GBeC-MCaT)       | Lista Candidatura de Unidad Popular (CUP) Comunistes de Catalunya (Comunistes.Cat) | Maria Dolors Sabater Puig            |
|             | Esquerra Republicana de Catalunya-Acord Municipal (ERC-AM)               | Lista Esquerra Republicana de Catalunya (ERC) Acord Municipal Catalá (AMC)         | Alex Montornès Torrecillas           |
|             | Partido de los Socialistas de Cataluña - Candidatura de Progrés (PSC-CP) | Lista Partido Socialista Obrero Español (PSOE)                                     | Ruben Guijarro Palma                 |
|             | Badalona en comú podem - Confluencia (BComúP - C)                        | Lista Podemos (Podemos) Catalunya en Comú (CatComú)                                | Aïda Llauradó Álvarez                |
|             | Junts - Compromis Municipal (CM)                                         | Lista Junts per Catalunya (Junts) Demócratas de Cataluña (DC)                      | David Torrents i Mingarro            |
|             | Ciudadanos-Partido de la Ciudadanía (CS)                                 | Lista Ciudadanos-Partido de la Ciudadanía (CS)                                     | Maria Soledad (Marisol) García Durán |
|             | Vox (Vox)                                                                | Lista Vox (Vox)                                                                    | Francisco García López               |
|             | Valents (Valents)                                                        | Lista Valents (Valents)                                                            | Jaime Gelada Jimenez                 |
|             | Badalona Suma - Ara Pacte Local (BDN+ - ARA PL)                          | Lista Partido Demócrata Europeo Catalán (PDeCAT) Ara Catalunya (ARA)               | Álex Romero Brugueño                 |
|             | Front Nacional de Catalunya (FNC)                                        | Lista Front Nacional de Catalunya (FNC)                                            | Marisa Cañadas Lopez                 |

## Resultados
|  | 55,73 % |

|  | 14,62 % |

|  | 7,61 % |

|  | 6,96 % |

|  | 6,08 % |

|  | 4,79 % |

|  | 1,35 % |

|  | 0,57 % |

|  | 0,47 % |

|  | 0,29 % |

|  | 0,19 % |

|  | 99,15 % |

|  | 0,84 % |

|  | 1,28 % |

|  | 58,05 % |

|  | 41,94 % |

## Concejales electos
Relación de concejales electos:
| N.º                               | Nombre                       | Lista | Lista      |
| --------------------------------- | ---------------------------- | ----- | ---------- |
| 1                                 | Xavier García Albiol         |       | PPC        |
| 2                                 | Juan Fernández Benítez       |       | PPC        |
| 3                                 | Cristina Agüera Gago         |       | PPC        |
| 4                                 | Ruben Guijarro Palma         |       | PSC-CP     |
| 5                                 | Daniel Gracia Álvarez        |       | PPC        |
| 6                                 | Rosa del Amo Hernández       |       | PPC        |
| 7                                 | Rosa Bertran Bartomeu        |       | PPC        |
| 8                                 | Maria Carmen Expósito Lozano |       | PPC        |
| 9                                 | Alex Montornès Torrecillas   |       | ERC-AM     |
| 10                                | Teresa Gonzalez Moreno       |       | PSC-CP     |
| 11                                | Juan Manuel Ruiz García      |       | PPC        |
| 12                                | Aïda Llauradó Álvarez        |       | BComúP - C |
| 13                                | Florencia Badia Aviño        |       | PPC        |
| 14                                | Maria Dolors Sabater Puig    |       | GBeC-MCaT  |
| 15                                | David Mejía Ayra             |       | PPC        |
| 16                                | Sonia Egea Pérez             |       | PPC        |
| 17                                | Fernando Carrera Lopez       |       | PSC-CP     |
| 18                                | Vanesa Gonzalez Cejudo       |       | PPC        |
| 19                                | Eva Guillén Rodríguez        |       | PPC        |
| 20                                | Juan Jose Portillo Lopez     |       | PPC        |
| 21                                | Alex Montornès Torrecillas   |       | ERC-AM     |
| 22                                | Daniel Aguilera Mangas       |       | PPC        |
| 23                                | Rocio Mateos Ruiz            |       | PSC-CP     |
| 24                                | David Silva Hortet           |       | PPC        |
| 25                                | Rosa María Trenado Sánchez   |       | BComúP - C |
| 26                                | Daniel Arjona Rivera         |       | PPC        |
| 27                                | Elena Soriano Monterde       |       | PPC        |
| Último escaño en juego a 50 votos |                              |       |            |
| -                                 | Alba Blanco Ruiz             |       | GBeC-MCaT  |

## Acontecimientos posteriores
Investidura del alcalde

En la votación de investidura celebrada el 17 de junio de 2023 Xavier García Albiol, del Partido Popular Catalán, resultó elegido con mayoría absoluta, con los votos de los 18 concejales del PP. No se presentó ninguna otra candidatura y el resto de partidos con sus 9 concejales votaron en blanco.
|  | 66,67 % |

|  | 100 % |

|  | 33,33 % |

|  | 100 % |